# L'Archéologie du savoir
L'Archéologie du savoir est un ouvrage du philosophe français Michel Foucault paru en 1969 chez Gallimard. Cet essai d'épistémologie tente d'expliquer la démarche précédemment développée par l'auteur notamment dans Histoire de la folie (1962) et Les Mots et les Choses (1966).
Avec Les Mots et les Choses, c'est dans cet ouvrage que Foucault développe la notion d’épistémè.

## Table des matières
- I. Introduction
- II. Les régularités discursives
  - I. Les unités du discours
  - II. Les formations discursives
  - III. La formation des objets
  - IV. La formation des modalités énonciatives
  - V. La formation des concepts
  - VI. La formation des stratégies
  - VII. Remarques et conséquences
- III. L'énoncé et l'archive
  - I. Définir l'énoncé
  - II. La fonction énonciative
  - III. La description des énoncés
  - IV. Rareté, extériorité, cumul
  - V. La priori historique et l'archive
- IV. La description archéologique
  - I. Archéologie et histoire des idées
  - II. L'original et le régulier
  - III. Les contradictions
  - IV. Les faits comparatifs
  - V. Le changement et les transformations
  - VI. Science et savoir
- V. Conclusion

## Éditions
- L'Archéologie du savoir, Paris, Gallimard, « Bibliothèque des sciences humaines », 1969 ; rééd. 1992.  (ISBN 2-07-026999-X) ; « Tel », 2008.  (ISBN 2-07-011987-4)